# اچ‌ام‌اس آمبوس‌کید (دی۳۸)
اچ‌ام‌اس آمبوس‌کید (دی۳۸) (به انگلیسی: HMS Ambuscade (D38)) یک کشتی بود که طول آن ۳۲۳ فوت (۹۸ متر) بود. این کشتی در سال ۱۹۲۶ ساخته شد.